# Śatapatha brāhmaṇa
Le Śatapatha brāhmaṇa (Les Brahmana en cent parties) est un texte religieux en prose rédigé dans l'Inde antique, et qui décrit des rituels, mythes et histoires védiques associés avec l’Yajur-Véda. Le texte décrit avec de nombreux détails la préparation des autels, des objets cérémoniels, les récitations rituelles, et la libation de soma, ainsi que la portée symbolique de chaque aspect des rituels.